# Chris Taylor (giocatore di baseball)
Christopher Armand Taylor Jr. (Virginia Beach, 29 agosto 1990) è un giocatore di baseball statunitense che gioca nel ruolo di esterno e interno per i Los Angeles Dodgers della Major League Baseball (MLB).

## Carriera

### Seattle Mariners
Taylor fu scelto dai Seattle Mariners nel quinto giro del draft MLB 2012. Fu promosso nella MLB il 24 luglio 2014 per sostituire l'infortunato Willie Bloomquist, debuttando lo stesso giorno al Safeco Field di Seattle contro i Baltimore Orioles, partita in cui batté la sua prima valida.
Durante l'allenamento primaverile del 2015, Taylor si fratturò un polso venendo colpito da un lancio. Iniziò così la stagione nelle minor league dopo di che giocò per un breve periodo nuovamente con i Mariners prima di tornare nelle minors per il resto della stagione. Il 21 maggio 2016 fu richiamato da Seattle dopo l'infortunio di Ketel Marte.

### Los Angeles Dodgers
Il 19 giugno 2016, Taylor fu scambiato con i Los Angeles Dodgers per Zach Lee. Il 15 luglio batté il primo fuoricampo in carriera, un grande slam contro gli Arizona Diamondbacks. Nella stessa gara ebbe anche un doppio, un triplo e batté 6 RBI, sfiorando il ciclo.. In stagione disputò 34 gare con i Dodgers, con una media battuta di .207.
Taylor iniziò la stagione 2017 nelle minor league ma fu richiamato dai Dodgers il 17 aprile. Per metà stagione giunse ad occupare stabilmente un posto nell'ordine di battuta della squadra. Il 14 ottobre 2017, Taylor batté il primo fuoricampo nei playoff in carriera su lancio di Héctor Rondón dei Chicago Cubs, in gara 1 delle National League Championship Series (NLCS). Alla fine della serie che qualificò i Dodgers alle World Series 2017, Taylor e Justin Turner condivisero il premio di MVP delle NLCS. Nelle finali i Dodgers furono poi sconfitti dagli Houston Astros per quattro gare a tre.
Nel corso della stagione 2018, con il compagno di squadra Corey Seager costretto a una lunga assenza per via della Tommy John surgery, Taylor venne impiegato difensivamente perlopiù nel ruolo di interbase. In attacco egli ebbe una media battuta di .254 con 17 fuoricampo e 63 RBI. La squadra arrivò nuovamente alle World Series, ma fu sconfitta dai Boston Red Sox.
L'anno seguente, con il ritorno di Seager, Taylor tornò ad essere un'utility player, dividendosi maggiormente fra i vari ruoli difensivi. La sua produzione offensiva fu di .262 di media battuta, 12 fuoricampo e 52 RBI. I Dodgers furono precocemente eliminati alle Division Series contro i Washington Nationals.
Dopo aver rinnovato per due anni, Taylor nel 2020 mise a referto 56 apparizioni su 60 incontri totali disputati dai losangelini in una regular season abbreviata a causa della pandemia di COVID-19. Le sue statistiche videro una media battuta di .270, con 8 fuoricampo e 32 RBI. La squadra arrivò a vincere le World Series, conquistando un titolo che mancava dal 1988.
Nel luglio 2021 fu chiamato a partecipare all'All-Star Game di quell'anno, insieme ai compagni di squadra Mookie Betts, Walker Buehler, Max Muncy e Justin Turner. Il successivo 6 ottobre realizzò il fuoricampo che al nono inning decise la gara secca del Wild Card Game contro i St. Louis Cardinals, qualificando così i Dodgers per le Division Series contro i rivali San Francisco Giants.
Divenne free agent a fine stagione ma rinnovò con i Dodgers il 1º dicembre 2021, con un contratto quadriennale dal valore complessivo di 60 milioni di dollari.

## Palmarès

### Club
- World Series: 1

Los Angeles Dodgers: 2020

### Individuale
- MVP delle National League Championship Series: 1

2017
- MLB All-Star: 1

2021
- Giocatore della settimana: 1

NL: 25 luglio 2021